# MultiCam

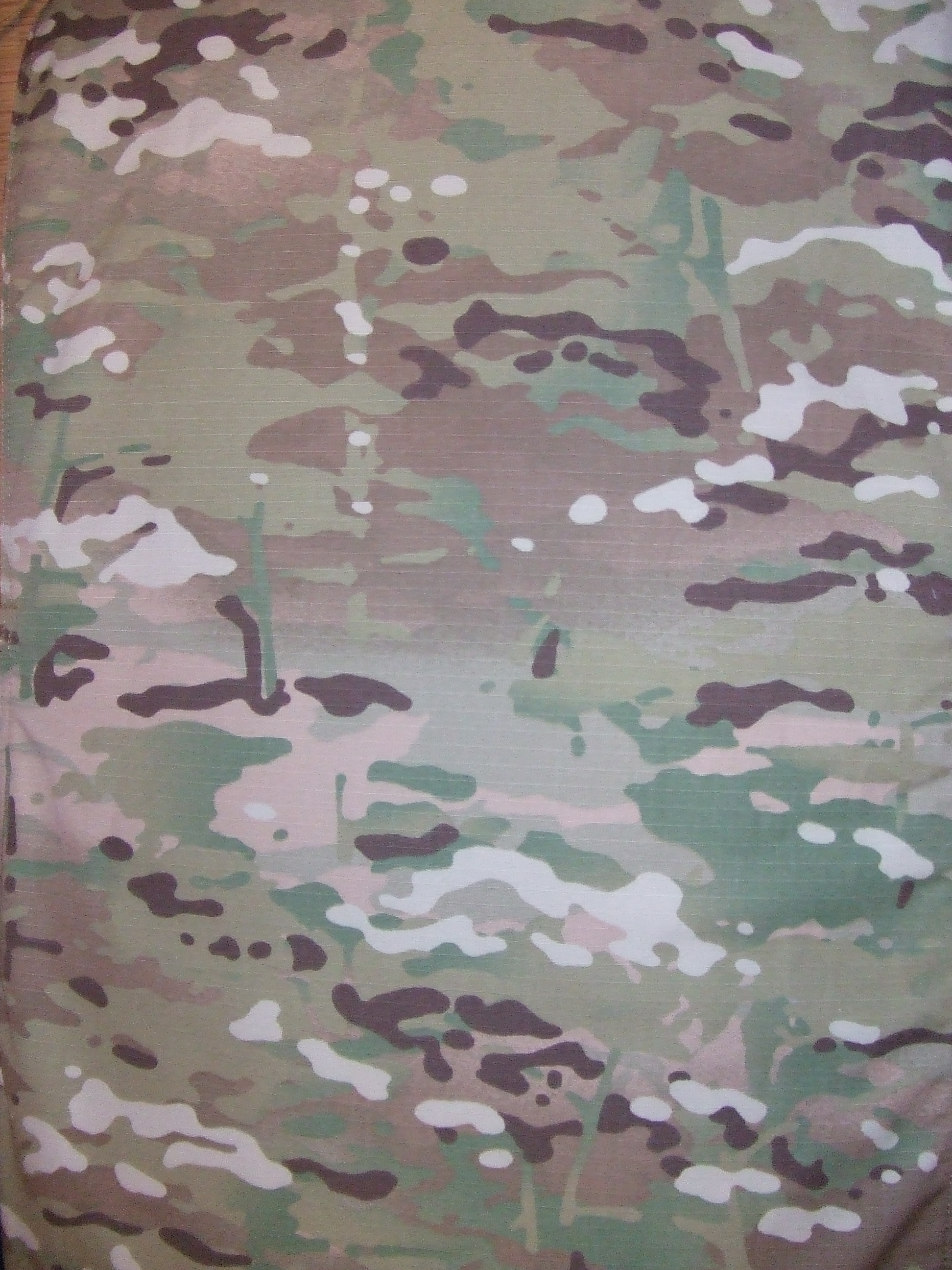
Wzór MultiCam

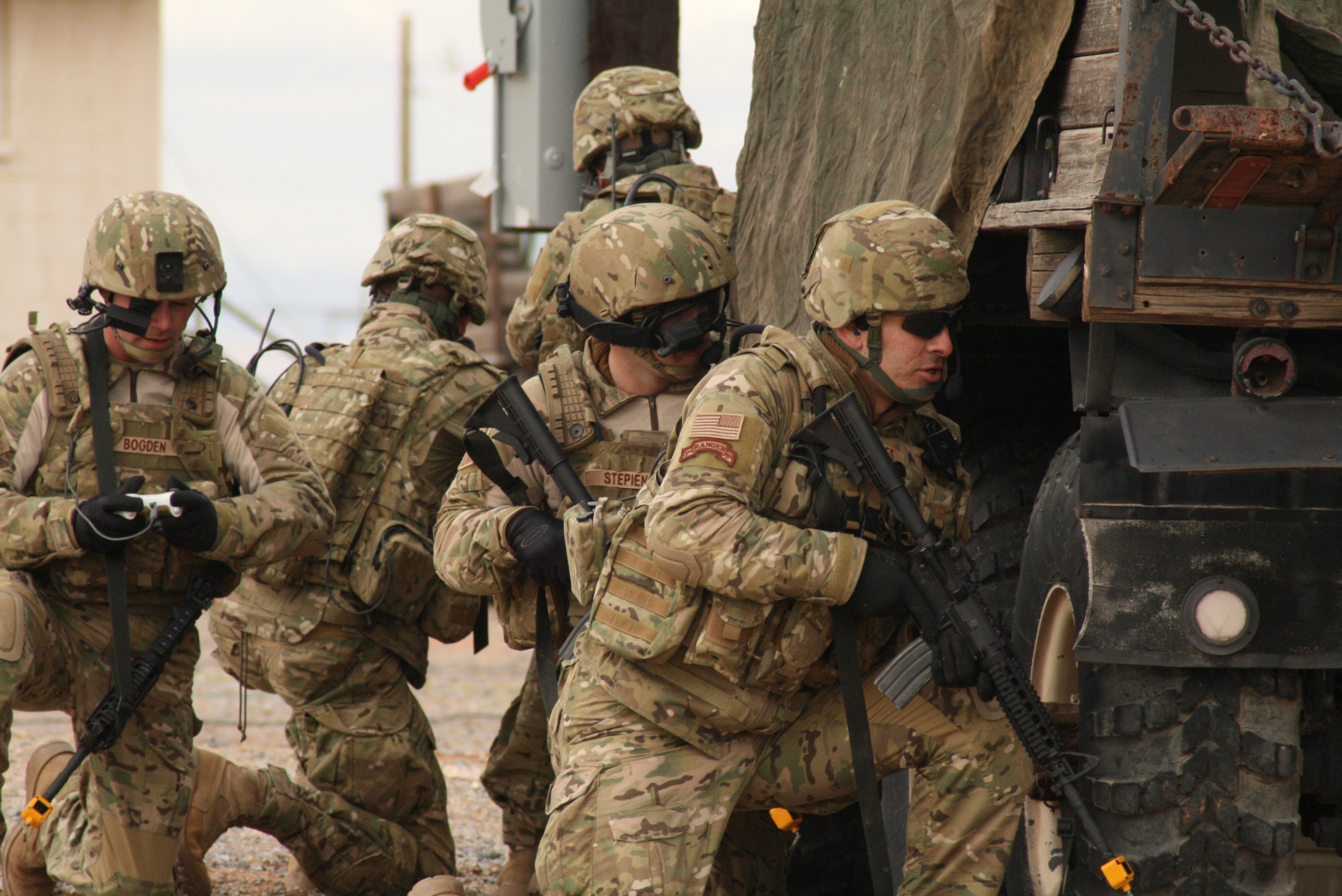
Żołnierze US Army w mundurach w kamuflażu MultiCam

MultiCam – nowoczesny kamuflaż opracowany i opatentowany przez firmę Crye Precision LLC.

## Historia
Kamuflaż MultiCam powstał w oparciu o kamuflaż Scorpion Pattern, opracowany podczas prac nad mundurem CCU w roku 2002. Miał być to kamuflaż uniwersalny, a więc w dostosowany do każdego typu terenu. Armia jednak odrzuciła go na rzecz UCP. Kamuflaż Scorpion  został później nieco zmodyfikowany i wprowadzony na rynek cywilny pod nazwą Multicam.
Kamuflaż odrzucony przez US Army stał się popularny w służbach specjalnych. Powstało wiele kamuflaży wzorowanych na MultiCamie, np. brytyjski MTP (Multi-Terrain Pattern), a także kamuflaży będących kopiami MultiCamu ze zmienionymi kolorami oraz lekko zmienionymi kształtami plam. Przykładami kopii MultiCamu są np. polski Suez (używany przez ABW, BOR i Wojska Specjalne), który ma jedynie zmienione kolory, oraz również polski SG-14 (używany przez Straż Graniczną), który jest nieznacznie zmienionym wzorem MultiCam oraz paletą kolorów dostosowaną do polskich lasów.
W dniu 25 listopada 2013 r. firma Crye Precision przedstawiła całą rodzinę wariantów MultiCam. Warianty są przeznaczone dla środowisk suchych, tropikalnych i ośnieżonych, ponadto istnieje czarna wersja wykorzystywana przez specjalne oddziały policji i innych służb bezpieczeństwa.

## Opis
Wzór MultiCam to połączenie siedmiu różnych odcieni zieleni, brązu i beżu. Kształt i kolory mają oszukiwać mózg i wtopić osobę w otoczenie. Wzór dobrany jest tak, aby działał w szerokim zakresie odległości, natężenia oświetlenia i rodzaju terenu.
Schemat kolorów kamuflażu MultiCam w zapisie heksadecymalnym (ang. hex triplet) to: (i) Not Black 3B2F23; (ii) Coyote brown 81613E; (iii) Dead Veg A4B167; (iv) Lightish Tannish D6D2B4; (v) Cucumber Slumber 4E693B; oraz (vi) Light Khaki F0E68C.

## Służba
US Army w roku 2010 wprowadziła mundury ACU w tym kamuflażu dla jednostek służących w Afganistanie. Szeroko stosowany jest także w jednostkach specjalnych różnych armii.
W Rosji MultiCam został przyjęty przez Federalną Służbę Bezpieczeństwa oraz przez oddziały Wojsk Wewnętrznych Ministerstwa Spraw Wewnętrznych Federacji Rosyjskiej.
W Polsce wykorzystywany jest we wzorze własnym - zwanym Suez. Stosują go siły Wojska Specjalne, SOP oraz ABW.
W Wielkiej Brytanii stworzono własną wersję kamuflażu MultiCam i nazwano go Multi Terrain Pattern (MTP). Wzór ten wykorzystywany był od marca 2010 roku przez UKSF w Afganistanie.
W Australii siły specjalne przeprowadziły liczne próby, po czym 19 listopada 2010 roku ogłoszono, że MultiCam będzie standardowym wzorem kamuflażu wojsk australijskich stacjonujących w Afganistanie. Od roku 2014 rozpoczęła się standaryzacja i ujednolicanie umundurowania wojsk australijskich według wzoru Australian Multicam Camouflage Uniform (AMCU).
W Chile kamuflaż MultiCam został przyjęty przez piechotę morską (Cuerpo de Infantería de Marina, CIM), Morską Specjalną Dywizję Wojenną oraz przez komandosów chilijskich sił powietrznych.
W Gruzji wykorzystywany jest krajowy wariant MultiCam, lepiej dostosowany do lokalnego środowiska. Został on przyjęty w roku 2010, zastępując tym samym DWC i MARPAT. Kamuflaż MultiCam jest obecnie wykorzystywany jest przez Gruzińskie Siły Zbrojne, jako standardowy ubiór wszystkich oddziałów wojskowych, w tym również jednostek specjalnych MIA i jednostek odpowiedzialnych za bezpieczeństwo państwa.